# Cofradía y Orden Militar del Monte Carmelo
La Cofradía y Orden Militar del Monte Carmelo o Cofradía de la Virgen del Carmen es una cofradía de Molina de Aragón (Guadalajara) España. Fundada en 1740, y cuyos orígenes se remontan al Cabildo de caballeros de la misma ciudad, fundado en la Edad Media y suprimido en 1768 y que, según algunos autores al principio fue una especie de ejército particular de los señores de Molina, que posteriormente se convirtió en una agrupación de hidalgos y caballeros.
La patrona de la cofradía es la Virgen del Carmen, cuya festividad se celebra el día 16 de julio.

## Precedentes: el Cabildo de caballeros de Molina de Aragón

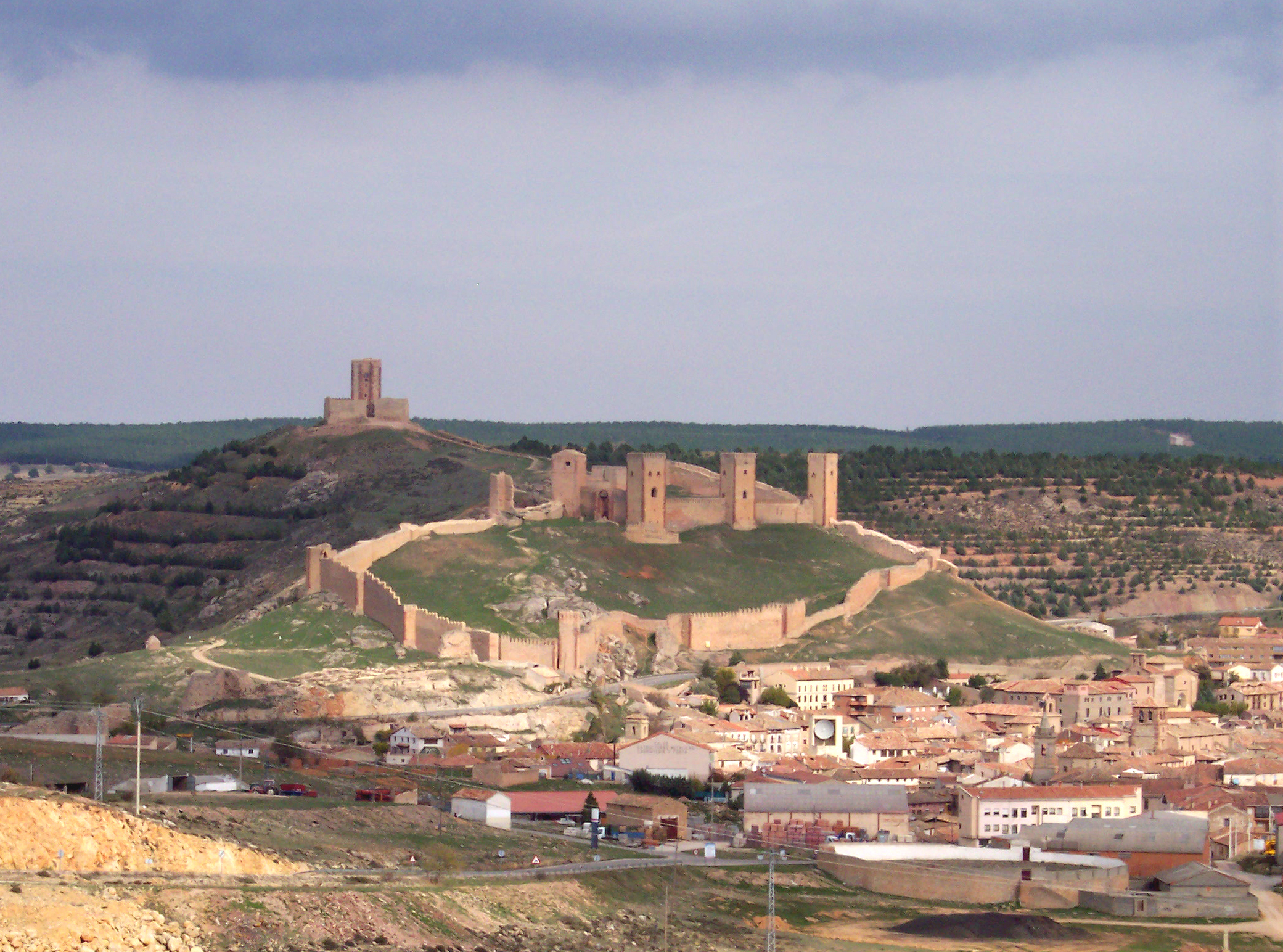
Vista general del castillo y la ciudad de Molina de Aragón.

Algunos autores señalaron que el Cabildo de caballeros fue fundado por el conde Manrique Pérez de Lara, que fue señor de Molina, en el siglo XII, y otros que existió desde que se creó el señorío de Molina, pero otros niegan rotundamente lo anterior y afirman que el Cabildo no fue fundado hasta el siglo XIII, ya que no es mencionado en ningún documento anterior a ese siglo. No obstante, sí está documentado que los caballeros molineses acompañaron a los señores de Molina, junto con la milicia concejil de la ciudad, compuesta por peones y ballesteros, en numerosas campañas en las que aquellos tomaron parte junto a los reyes de Castilla, y también defendieron el señorío de los ataques aragoneses.
El Cabildo de caballeros, cuya carta fundacional y primeras ordenanzas no se han conservado, fue establecido, según algunos autores, en los años ochenta del siglo XIII por Blanca Alfonso de Molina, aunque otros historiadores proponen fechas más tempranas. El historiador Carlos Estepa también afirma que es muy posible que, en la segunda mitad del siglo XIII, se constituyera el Cabildo, ya que la reina María de Molina, que fue señora de Molina y Mesa, confirmó en 1302, durante el reinado de su hijo, Fernando IV, un privilegio de exención que su hermanastra, Blanca Alfonso de Molina, había otorgado al Cabildo de ballesteros de Molina de Aragón. Y las primeras ordenanzas conservadas del Cabildo, de las que solamente quedan algunos fragmentos, están fechadas alrededor de 1344, durante el reinado de Alfonso XI de Castilla, y son conocidas como la Carta Vieja.
Blanca Alfonso de Molina, que fue la quinta señora de Molina, era hija del infante Alfonso de Molina y nieta del rey Alfonso IX de León, y durante su etapa al frente del señorío, adquirió fama e importancia este Cabildo, ya que ella lo reorganizó, lo convirtió en su guardia de honor, y le asignó la misión de defender en su nombre las fortalezas y fronteras del señorío de Molina. Y desde entonces, los miembros del Cabildo fueron conocidos como Caballeros de Doña Blanca, ya que ésta dama amplió el número de sus componentes a un centenar y dio al grupo de caballeros un carácter estable y permanente. Y el historiador José Sanz y Díaz señala que los miembros del Cabildo se reunían, al igual que los del Cabildo de ballesteros, en la iglesia de Santa María la Antigua de dicha ciudad.
 

Además, Blanca Alfonso e Molina concedió al Cabildo de caballeros una serie de distintivos, como estandarte, bandera propia, escapulario y uniforme, y los miembros del Cabildo debían poseer caballos blancos para, como señalan algunos historiadores, manifestar su status. Y además, la última señora independiente de Molina asignó a los caballeros viviendas en una zona de Molina de Aragón conocida como el Cinto, que era la collación más prestigiosa de la ciudad, y les concedió una serie de rentas, como una parte del pan de pecho que se recaudaba en las aldeas del señorío, aunque con el paso del tiempo esas rentas disminuyeron.

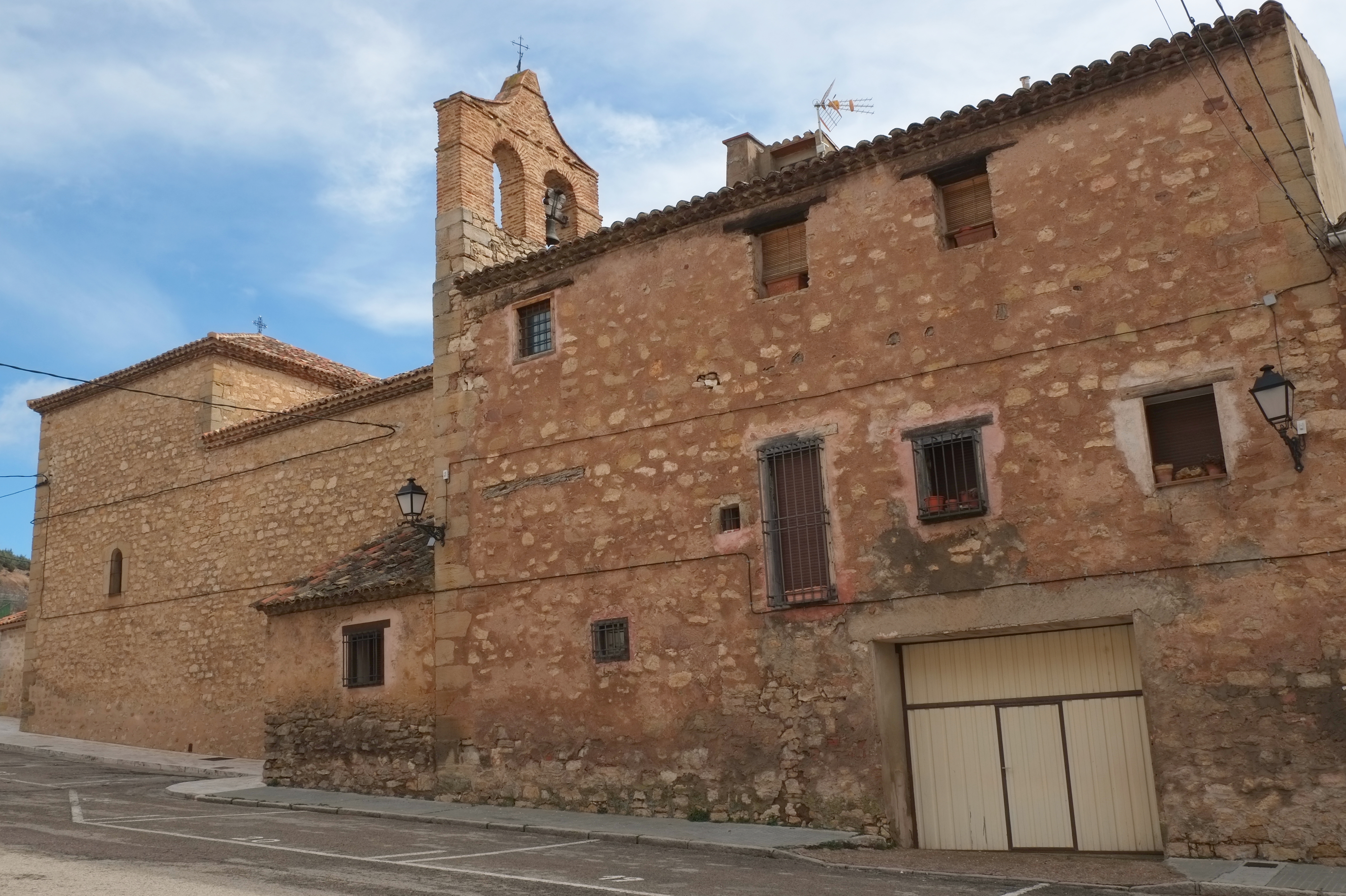
Exterior de la Ermita de la Virgen del Carmen. (Molina de Aragón).

La quinta señora de Molina también estableció que los caballeros estarían obligados a acudir a los oficios solemnes que se celebraban en las festividades de los patrones del cabildo, que eran Santa María de la Asunción y San Julián el Cazador y Peregrino, y también deberían asistir a las misas ofrecidas en memoria de los caballeros difuntos y a formar parte de los cortejos fúnebres de los mismos. Y en cuanto a las funciones asistenciales desempeñadas por el Cabildo, Blanca Alfonso de Molina estableció que los caballeros estarían obligados a mantener, hasta que fallecieran, a todos los miembros de la institución que no pudieran mantenerse por sí mismos por haber quedado tullidos, ciegos, mancos o reducidos a la pobreza, y también dispuso que deberían atender a los caballeros enfermos.
Los miembros del Cabildo disfrutaban de una serie de privilegios a los que no tenían acceso los caballeros de la Tierra que no residieran en Molina de Aragón, y los caballeros del Cabildo no podían desempeñar oficios viles, mecánicos o manuales, o ser menestrales, y en el siglo XV, con la implantación de los Estatutos de limpieza de sangre, se decretó que los nietos de judíos o musulmanes no podrían ingresar en el Cabildo, ni tampoco los que hubieran sido penitenciados o fueran considerados infames. Y por todo ello, en el siglo XV la institución comenzó a asemejarse a otras cofradías constituidas en Molina de Aragón, como las de los zapateros, tejedores o calceteros.
Y cuando el señorío de Molina se incorporó a la Corona de Castilla, los caballeros continuaron participando en las empresas militares de los reyes castellanos. Y desde mediados del siglo XIV acudían a los llamamientos del monarca bajo la enseña de los condes, y posteriormente duques de Medinaceli, al igual que ocurría con la milicia de la ciudad de Soria, ya que ellos eran los titulares del señorío más cercano a Molina de Aragón. Y los miembros de la nobleza que poseían señoríos en tierras de Molina también acudían a las llamadas de los monarcas junto con las tropas de los duques de Medinaceli, aunque bajo su propia enseña.
 

Cuando finalizaron los conflictos bélicos entre castellanos y aragoneses, a mediados del siglo XV, algunos miembros del Cabildo, y sobre todo los que habían sido nombrados caballeros durante los reinados de Juan II y Enrique IV de Castilla, comenzaron a incumplir sus obligaciones, como la de mantener caballos o armas o acudir a los llamamientos de los reyes, ya que en la época de los Reyes Católicos no tomaron parte en la Guerra de Sucesión Castellana, que enfrentó a Isabel la Católica con Juana la Beltraneja. Y el conde de Medinaceli, Luis de la Cerda y de la Vega, que fue el encargado de reclutar las tropas y pagar las soldadas durante dicha guerra, denunció en 1479, año en el que fue nombrado duque de Medinaceli, que numerosos caballeros, tanto sorianos como molineses, no habían combatido en la guerra y habían regresado a sus hogares tras haber recibido sus acostamientos, y sin haber cumplido sus obligaciones.

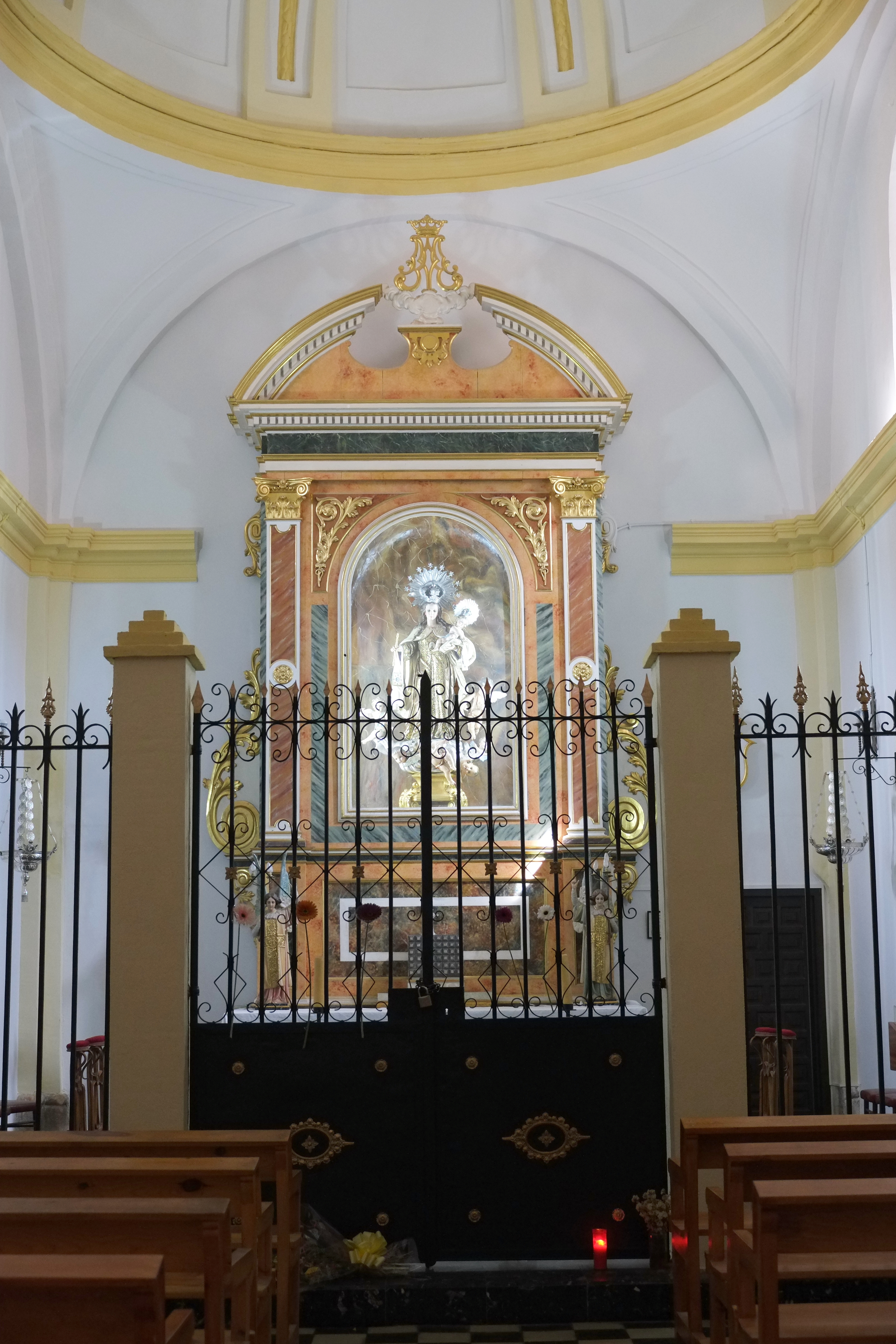
Interior de la Ermita de la Virgen del Carmen. (Molina de Aragón).

Y debido a esta situación, el Común de villa y tierra de Molina de Aragón solicitó a los Reyes Católicos que, para evitar estos problemas, se cumpliera la disposición aprobada por Juan II de Castilla en las Cortes de Zamora de 1432, por la que los caballeros castellanos quedaban obligados, si deseaban continuar disfrutando de los privilegios inherentes a su rango, a mantener continuamente caballos y armas. La máxima autoridad del Cabildo recaía en su preboste, que era elegido democráticamente por todos sus miembros, aunque también se le conocía como presidente de la comunidad, capitán del cabildo, o hermano mayor, y actualmente recibe el nombre de piostre.
En 1.523 se reformaron las constituciones u ordenanzas del Cabildo de caballeros, que fueron conocidas como Carta Nueva, para diferenciarla de la Carta Vieja, que está fechada alrededor de 1344, y, durante esa reforma, el corregidor de Molina actuó en representación de la reina Juana I de Castilla y de su hijo Carlos I, y también participaron los caballeros molineses Bernardino de Peñalosa, que era el capitán de la Compañía, y Gil del Campo. Y en las nuevas ordenanzas de 1523 consta que todos los caballeros se reunían en la iglesia de Santa María de la Antigua en el Día de la Asunción, y esa tarde y al día siguiente se celebraban oficios por el alma de Blanca Alfonso de Molina, de su hija Mafalda, y de todos los caballeros difuntos del Cabildo. En 1580, durante el reinado de Felipe II, se renovaron nuevamente las ordenanzas capitulares, y en 1587 los frailes carmelitas pretendieron instalarse en la iglesia de Santa María de la Antigua, pero lo impidió un pleito entre el obispo de Sigüenza y el corregidor de Molina de Aragón.
También costa que durante los siglos XVI y XVII los miembros del Cabildo continuaron reuniéndose en la iglesia de Santa María de la Antigua los días 15 y 16 de agosto, en los que había procesión y merienda, pero en el siglo XVIII estas costumbres desaparecieron y solamente continuó celebrándose la misa solemne de difuntos en memoria de Blanca Alfonso de Molina, aunque esa ceremonia se trasladó posteriormente a la iglesia de San Gil de Molina de Aragón.
En 1768, siendo corregidor de Molina de Aragón y de su señorío Blas Tenorio de Mendoza, los diputados del Común de Villa y Tierra de dicha ciudad solicitaron al rey Carlos III que el Cabildo fuera abolido, y el rey aprobó la petición, aunque veintiocho años antes, en 1740, se había fundado en Molina la Cofradía y Orden Militar del Monte Carmelo, que tomó a la Virgen del Carmen como su patrona y fue la continuadora del desaparecido Cabildo de caballeros.

## La Cofradía y Orden Militar del Monte Carmelo
Cuando el Cabildo de caballeros fue suprimido, en 1768, el ayuntamiento de Molina de Aragón asumió la responsabilidad de celebrar las funciones religiosas en la iglesia de San Gil, y la iglesia de Santa María de la Antigua, como señalan algunos autores, «quedó en el olvido» y en la actualidad únicamente quedan algunos restos de ella.
La Cofradía y Orden Militar del Monte Carmelo, fundada en 1740, tiene su sede en la Ermita de la Virgen del Carmen, situada en el barrio de San Juan, y el día 16 de julio, que es la festividad de la Virgen del Carmen, los miembros de la cofradía procesionan la imagen de la Virgen y desfilan por las calles de Molina de Aragón luciendo uniformes militares de estilo dieciochesco y portando alabardas.
Y aunque los fines de la cofradía son estrictamente religiosos, sus miembros están organizados como un cuerpo militar, ya que tienen un coronel en jefe, teniente coronel, comandante, capitán, teniente abanderado, alférez con estandarte, cabo, escuadra de gastadores y banda de trompetas y tambores.
En 1978, el príncipe de Asturias, Felipe de Borbón, fue nombrado Hermano mayor de la Cofradía.